# دیوید راکفلر
دیوید راکفلر (انگلیسی: David Rockefeller؛ زاده ۱۲ ژوئن ۱۹۱۵ نیویورک – درگذشته ۲۰ مارس ۲۰۱۷) یک بانکدار و اهل ایالات متحده آمریکا بود.

## زندگی‌نامه
دیوید راکفلر از سال ۱۹۴۰ میلادی تا سال ۲۰۱۷ میلادی مشغول بود و به عنوان رئیس هیئت مدیره و مدیر چیس فعالیت کرد. او در سال ۱۹۴۰ پی اچ دی اقتصاد خود را از دانشگاه شیکاگو دریافت کرد و از ژوئیه ۲۰۰۴ تا هنگام مرگ پیرترین عضو زنده خانواده راکفلر و پاتریارک آن بود. دیوید راکفلر در زمان مرگ تنها نوهٔ زندهٔ جان دیویس راکفلر بود.

## کار در بانک چیس
راکفلر در سال ۱۹۴۶ به کارکنان بانک ملی چیس، که به مدتی طولانی با خانواده اش پیوند داشت، پیوست. دایی او در آن زمان رئیس هیئت مدیرهٔ آن بانک بود.
در دوره مدیریت عامل ارشد اجرایی راکفلر در چیس، این بانک در سطح بین‌المللی گسترش یافت و به خاطر شبکه جهانی بانک‌های همکارش که در سطح جهان از همه بزرگتر بود، از اجزای مرکزی نظام مالی جهان شد. در سال ۱۹۷۳، چیس نخستین شعبهٔ یک بانک آمریکایی را در مسکو، اتحاد جماهیر سوسیالیستی شوروی آن زمان افتتاح کرد. در آن سال راکفلر به چین سفر کرد و منجر به این شد که بانک او نخستین همکار بانک ملی چین در آمریکا بشود.
در نوامبر ۱۹۷۹، راکفلر که رئیس هیئت مدیرهٔ بانک چیس بود، به همراه هنری کیسینجر، و جان جی مک‌کلوی و دستیاران راکفلر، جیمی کارتر رئیس‌جمهور آمریکا را از طریق وزارت امور خارجه ایالات متحده آمریکا متقاعد کردند به، محمدرضا پهلوی شاه ایران، برای درمان بیمارستانی لنفوم اش اجازه ورود به آمریکا بدهد. این واقعه مستقیماً پیش زمینهٔ گروگان‌گیری در سفارت ایالات متحده آمریکا شد و راکفلر را برای نخستین بار در زندگیش هدف بررسی دقیق رسانه‌ای (مخصوصاً از سوی نیویورک تایمز) قرار داد.

## درگذشت
دیوید راکفلر در ۲۰ مارس ۲۰۱۷ در ۱۰۱ سالگی، در منزل شخصی‌اش در منطقه پوکانتیکو هیلز در نیویورک، بر اثر نارسایی قلب درگذشت.